# Horst Brauer
Horst Brauer (* 4. August 1950) ist ein ehemaliger deutscher Radrennfahrer und DDR-Meister im Radsport.

## Sportliche Laufbahn
Brauer startete für den SC Dynamo Berlin. Er siegte mit seinem Verein bei der DDR-Meisterschaft 1972 im Mannschaftszeitfahren auf der Straße mit Volker Schönfeld, Günter Bertram und Wolfgang Fiedler. Es war ein Sieg der Außenseiter gegen die Favoritenteams. Von den bedeutenderen DDR-Rennen gewann er 1971 den Großen Barkas-Preis, 1972 den Kowalit-Preis, 1973 Rund um Langenau. 1971 wurde er Dritter im Mecsek-Cup in Ungarn.
Auch die DDR-Rundfahrt 1971, die DDR-Rundfahrt 1973 und die DDR-Rundfahrt 1974 fuhr er.
Nach Beendigung seiner Laufbahn beim SC Dynamo Berlin schloss er sich der SG Dynamo Potsdam an und bestritt weiter Rennen im Rahmen der Wettbewerbe der Radsportler aus den Betriebssportgemeinschaften (BSG). Hier konnte er 1975 das traditionelle Rennen Rund um den Scharmützelsee gewinnen, womit er auch die BSG-Bestenwertung für jenes Jahr für sich entschied.